# ديبورتيس نافال
نادي ديبورتيس نافال (بالإسبانية: Club de Deportes Naval de Talcahuano) هو نادي كرة قدم تشيلي، مسقط رأسه تالكاهوانو، إقليم بيوبيو. يلعب حاليًا في المستوى الثالث من دوري التشيلي لكرة القدم.

## التاريخ
تأسس في 24 أغسطس 1972، باسم «نادي ديبورتيفو لوس ناوتيكوس»، على الرغم من أنه كان يُطلق عليه أيضًا «نادي ديبورتيس تالكاهوانو»، ومنذ عام 2004 حصل على اسمه الحالي.
يعمل النادي كمكان في ملعب المورو، الواقع في مدينة تالكاهوانو، في منطقة بيوبيو الكبرى ويتسع لـ 7152 متفرجًا.

## رؤساء النادي
- 1991: مارسيلو مونيوز
- 1991: أنطونيو أنانياس
- 1992-1993: أورلاندو بيرموديز
- 1994-1995: إدواردو مونيوز
- 1996-1997: ماريو هنريكيز
- 1997-1999: سيرجيو غونزاليس
- 2000-2002: رودولفو سيلفا
- 2003-2005: جيلبرتو أرايا
- 2005-2014: فرناندو روخاس
- 2014-2015: مارسيلو ريفيرا
- 2015-2017: فرناندو روخاس
- 2018-2019: كريستيان فيرادا
- 2020 إلى الوقت الحاضر: إدوجيمو فينيجاس

## روابط خارجية
- موقع النادي الرسمي باللغة الإسبانية